# Aborichthys
Aborichthys, rod malenih slatkovodnih riba koje žive po planinskim potocima sjeveroistočne Indije u Assamu i Arunachal Pradeshu. Narastu do 10,5 centimetara dužine a pripadaju porodici Nemacheilidae ili Balitoridae i redu Cypriniformes (šaranke).
Rod (i vrstu Aborichthys kempi) opisao je Chaudhuri 1913. Posljednje dvije vrste Aborichthys cataracta i Aborichthys verticauda otkrivene su i opisane 2014.
1. Aborichthys cataracta Muthukumarasamy, Manickam, Punniyam & Mayden, 2014
2. Aborichthys elongatus Hora, 1921
3. Aborichthys garoensis Hora, 1925
4. Aborichthys kempi Chaudhuri, 1913
5. Aborichthys rosammai Sen, 2009
6. Aborichthys tikaderi Barman, 1985
7. Aborichthys verticauda Muthukumarasamy, Manickam, Punniyam & Mayden, 2014

Izvori za popis vrsta